# Theretra clotho
Theretra clotho är en fjärilsart som beskrevs av Jean Baptiste Boisduval 1875. Theretra clotho ingår i släktet Theretra och familjen svärmare. Inga underarter finns listade i Catalogue of Life.

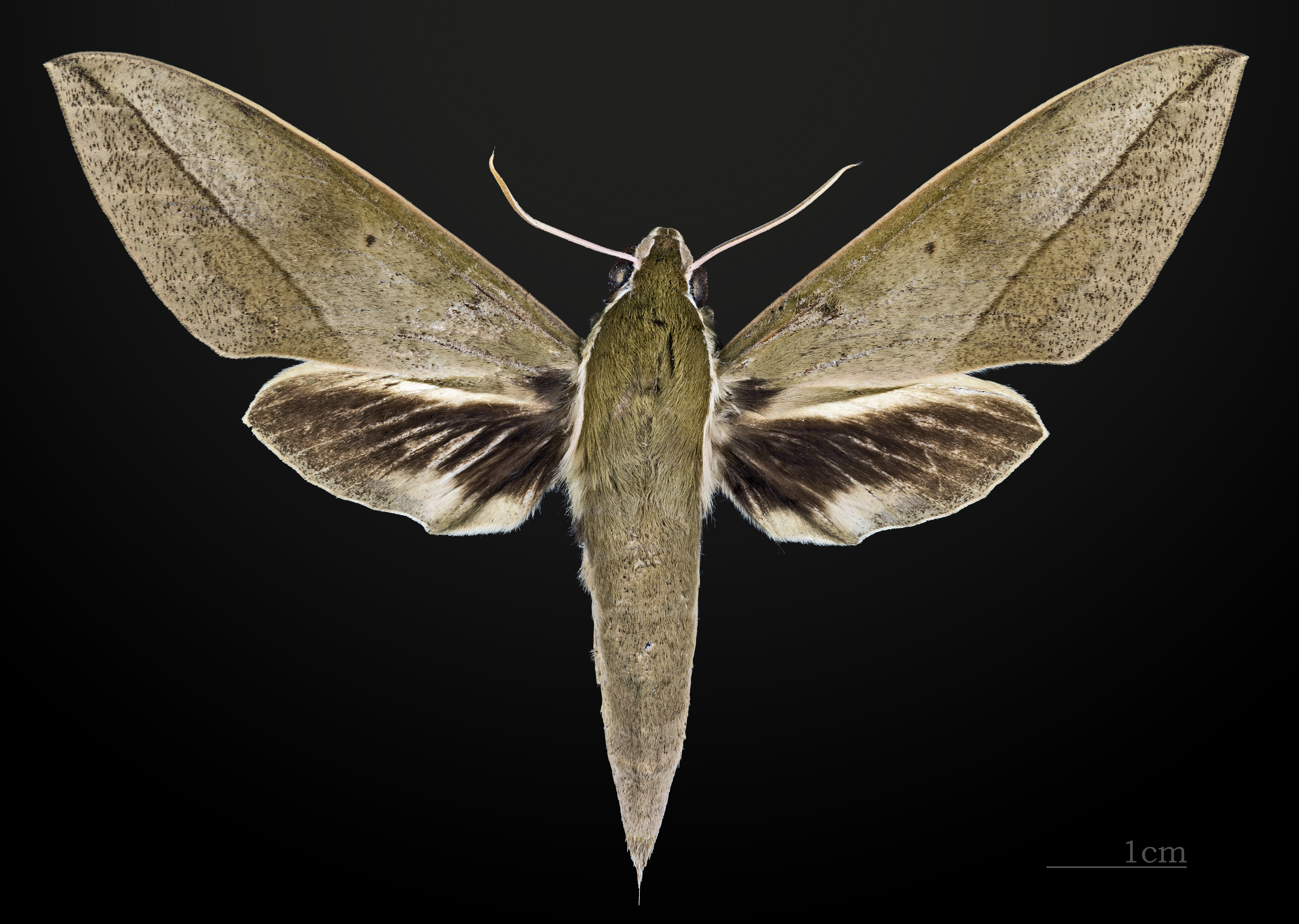
♂
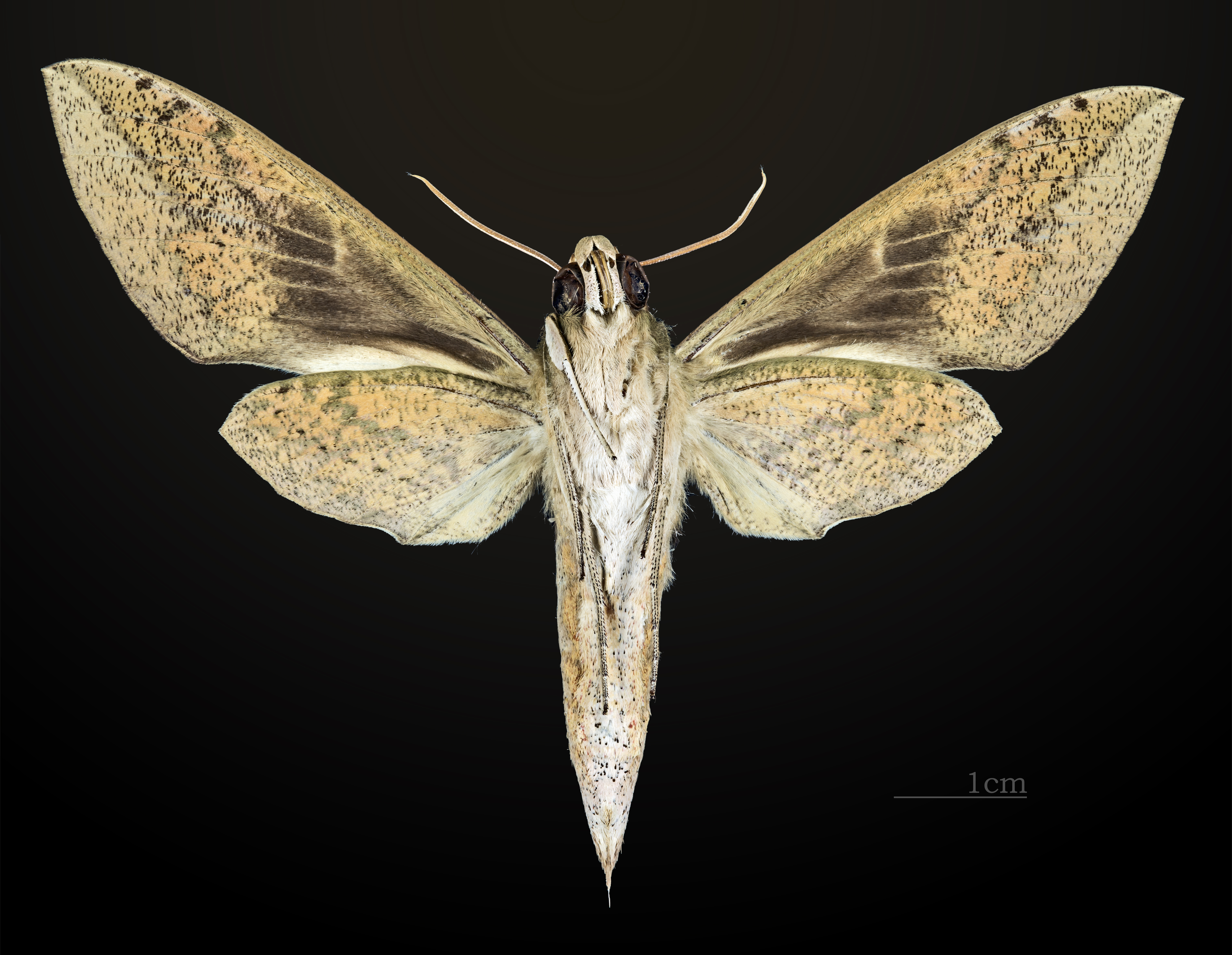
♂ △
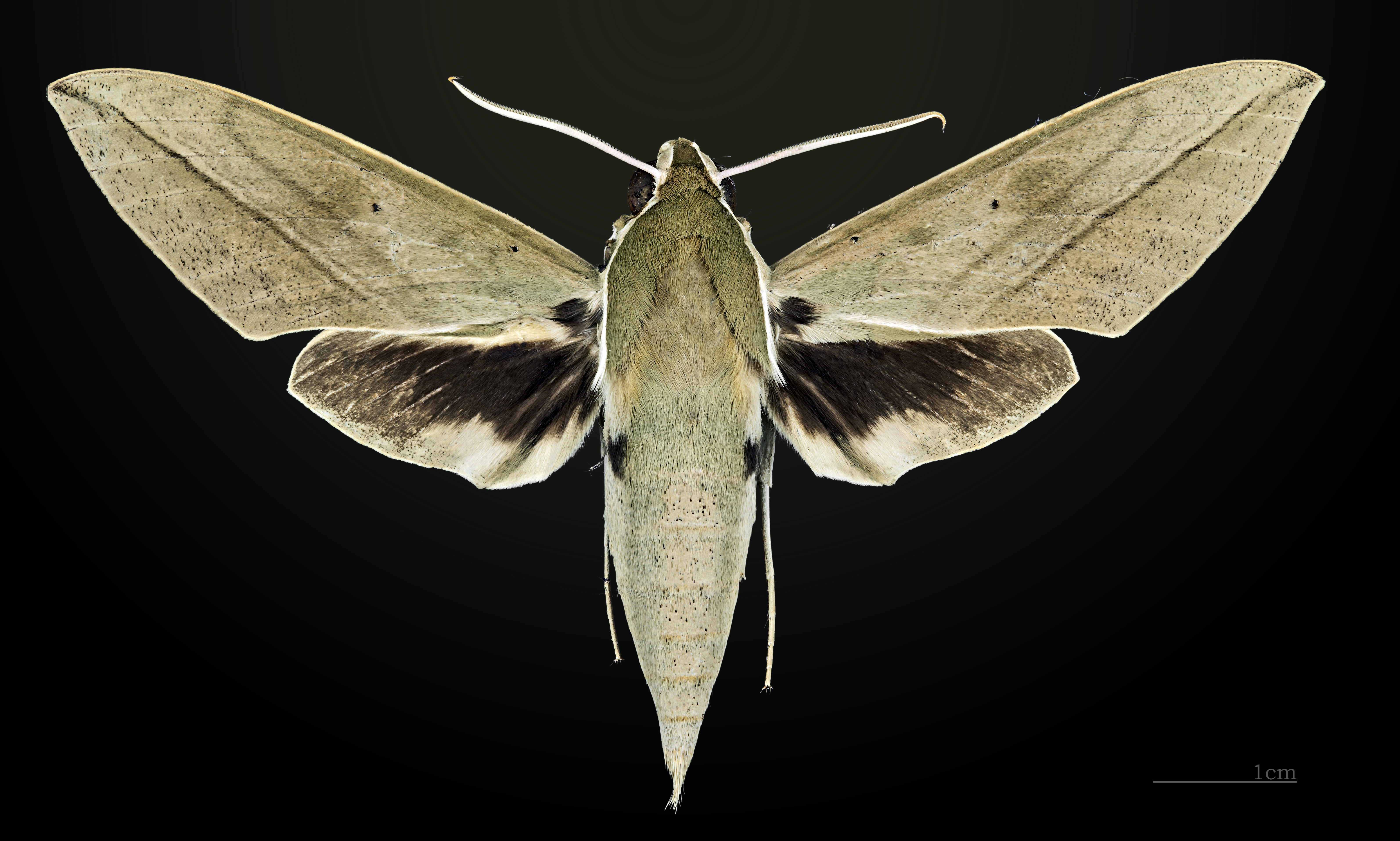
♀
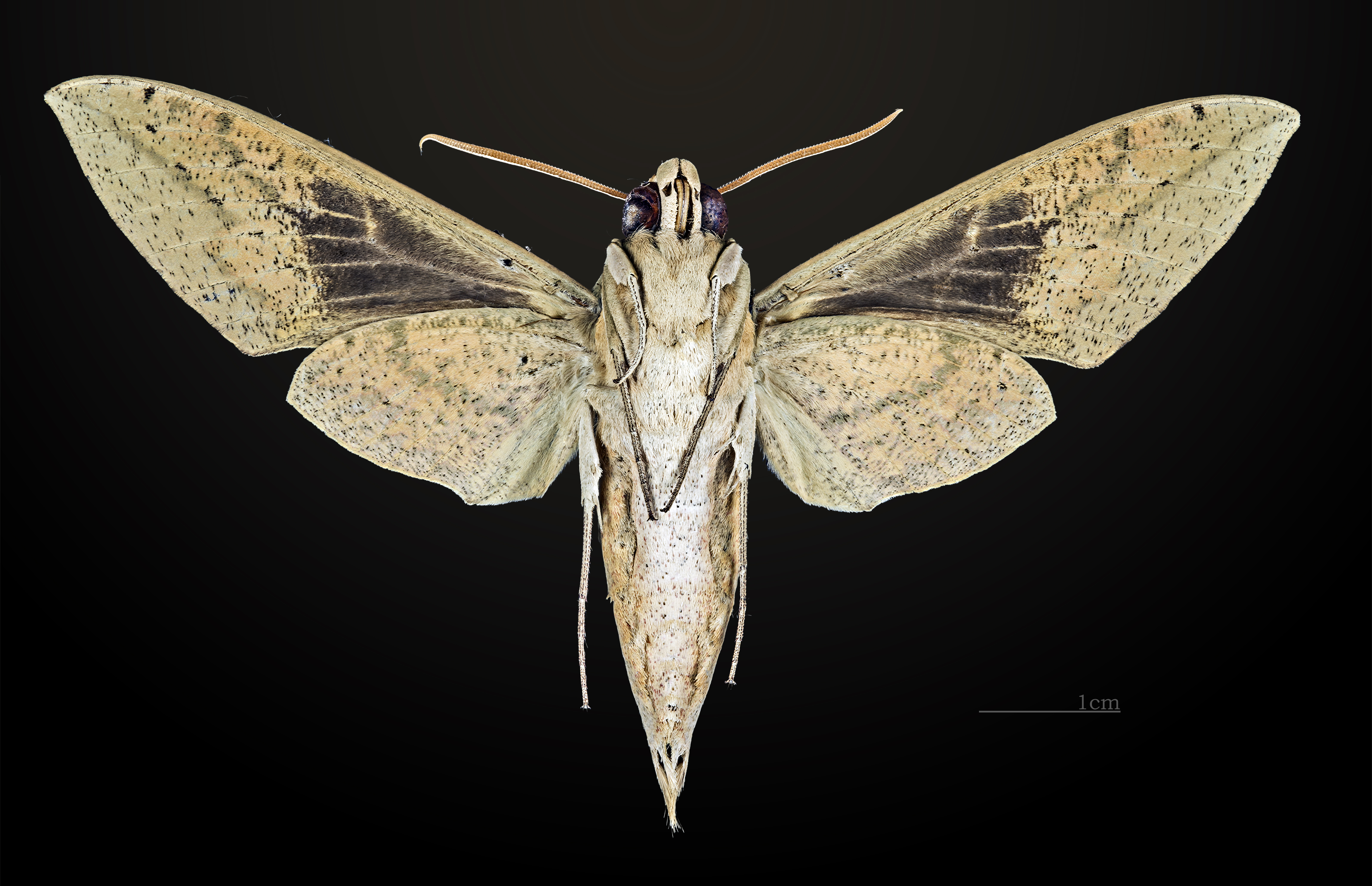
♀ △

## Bildgalleri

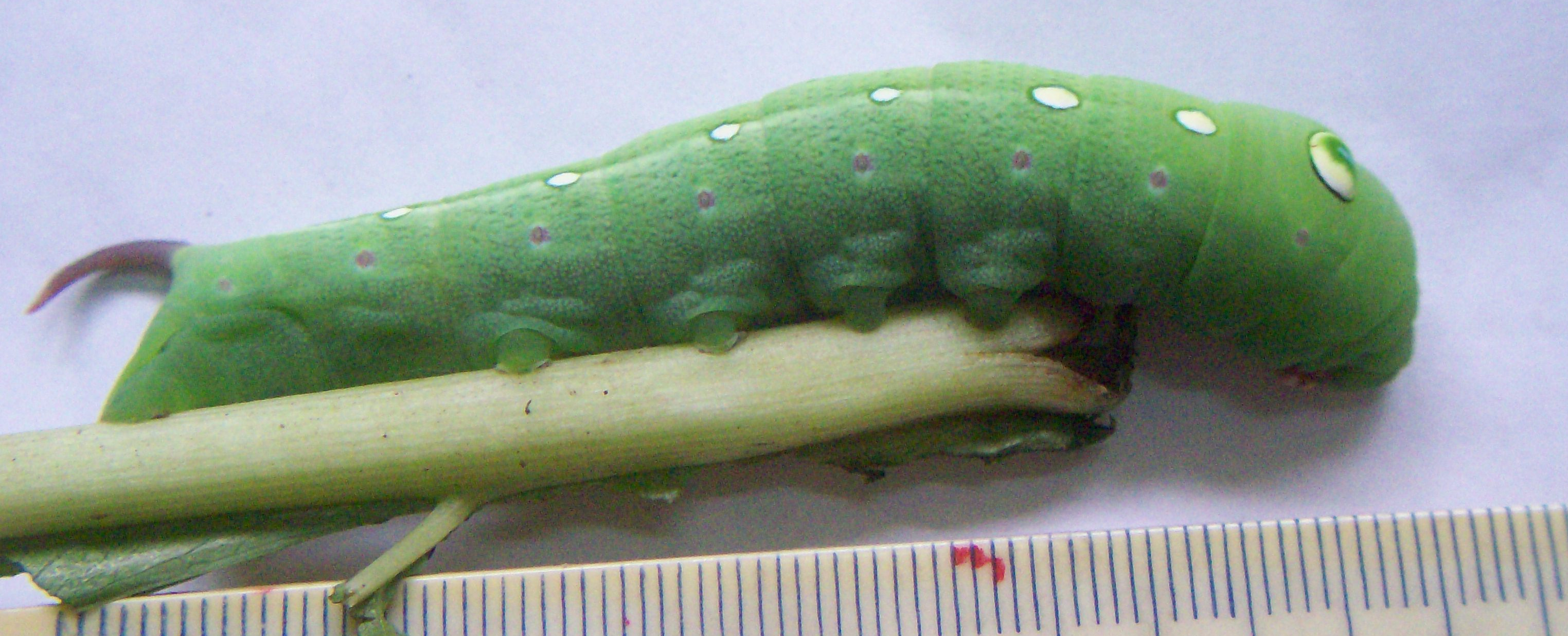
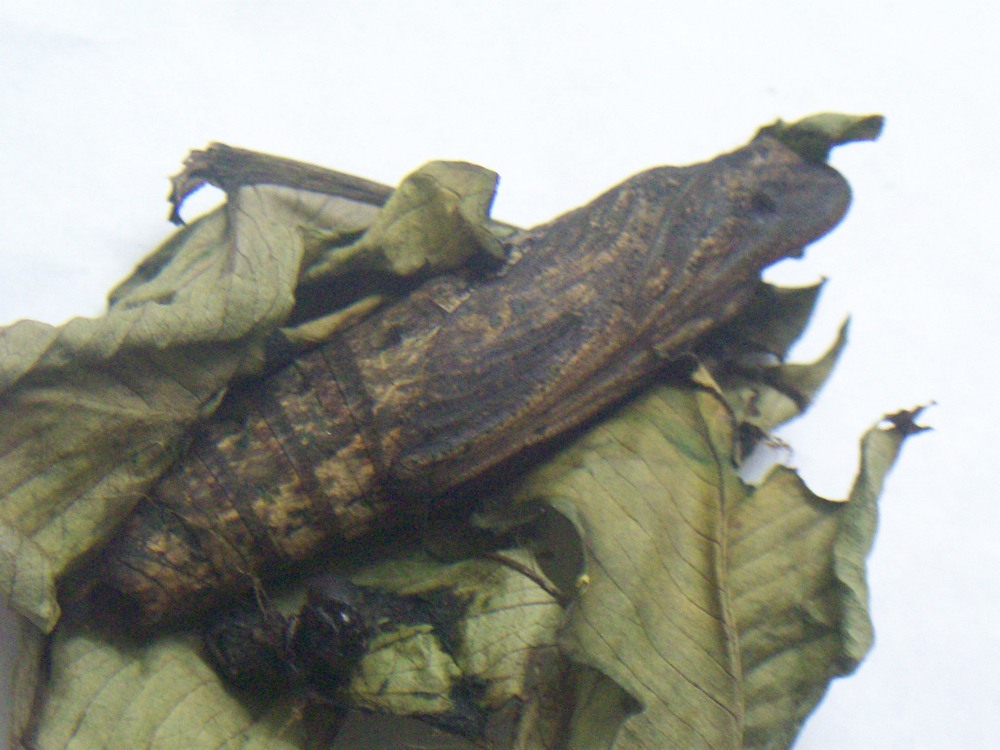